# Бочу
Бочу (рум. Bociu) — село у повіті Клуж в Румунії. Входить до складу комуни Мергеу.
Село розташоване на відстані 357 км на північний захід від Бухареста, 49 км на захід від Клуж-Напоки.

## Населення
За даними перепису населення 2002 року у селі проживали 102 особи, усі — румуни. Усі жителі села рідною мовою назвали румунську.